# Petalomium crinitus
Petalomium crinitus (лат.) — вид мирмекофильных клещей рода Petalomium из семейства Neopygmephoridae (секция Heterostigmata, инфраотряд Eleutherengona). Украина: Одесская область.

## Описание
Микроскопического размера клещи (длина 0,2 — 0,3 мм). Гнатосома полуокруглая, сверху с 2 парами гладких щетинок. Все спинные щитки гладкие. Формулы щетинок ног: 1-я пара:1-3-4-16(4), 2-я пара:1-3-3-4(1)-6(1), 3-я пара:1-2-2-4(1)-6, 4-я пара:1-2-1-4(1)-6. Ноги 4-й пары очень длинные. Бесцветные или бледно-жёлтые. Вид Petalomium crinitus найден на муравьях рода Lasius. Сходен с видом Petalomium lancetochaetosus.